# Sportovní hala Jižní Město
Sportovní hala Jižní Město je multifunkční sportovní hala v Praze. Celková kapacita arény činí 310 diváků, z toho 260 k sezení. Na své domácí zápasy ji využívá převážně florbalový klub Florbal Chodov. V minulosti halu využíval také později zaniklý klub Tigers Jižní Město. Hala byla slavnostně otevřena 16. června 2010.

## Využití
V hale se mohou provozovat sporty jako basketbal, florbal, gymnastika, lakros, futsal, stolní tenis nebo volejbal.

## Vybavení haly
Hala je krom tribuny vybavená také šesti šatnami, občerstvením, mantinely na florbal a stoly na stolní tenis. Hala splňuje parametry Českého florbalu kategorie II.